# Bosansko Petrovo Selo
Bosansko Petrovo Selo (od 1993. srp. Petrovo, Петрово), naselje i sjedište općine u Bosni i Hercegovini. Nalazi se u sjevernom dijelu Bosne i Hercegovine, u blizini Doboja. Općina, pod srpskim nazivom Petrovo, formirana je 1993. a u sadašnjem je obliku uspostavljena nakon Daytonskoga sporazuma. Općina i njeno područje nalazi se u nadležnosti entiteta BiH − Republike Srpske.
Općina je postojala i prije, ali je 1960-ih ukinuta i od tada je ovo područje nekada pripadalo općini Gračanica, a nekada općini Lukavac.

## Zemljopis
Obuhvaća sjeveroistočni dio planine Ozren.

## Stanovništvo

### Bosansko Petrovo Selo (naseljeno mjesto), nacionalni sastav
| Bosansko Petrovo Selo |                |                |                |
| godina popisa         | 1991.          | 1981.          | 1971.          |
| Srbi                  | 2695 (92,32 %) | 2606 (91,24 %) | 2333 (92,80 %) |
| Muslimani             | 54 (1,84 %)    | 59 (2,06 %)    | 91 (3,61 %)    |
| Hrvati                | 18 (0,61 %)    | 12 (0,42 %)    | 33 (1,31 %)    |
| Jugoslaveni           | 70 (2,39 %)    | 138 (4,83 %)   | 27 (1,07 %)    |
| ostali i nepoznato    | 82 (2,80 %)    | 41 (1,43 %)    | 30 (1,19 %)    |
| ukupno                | 2919           | 2856           | 2514           |

## Naseljena mjesta
Bosansko Petrovo Selo,
Kakmuž, 
Karanovac, 
Porječina i 
Sočkovac, te dio naseljenog mjesta 
Krtova.

## Vanjske poveznice
- Službena stranica